# Deutscher Bandy-Bund
Der Deutsche Bandy-Bund (DBB) ist die Dachorganisation für die Sportart Bandy in Deutschland. Er wurde im Juni 2013 gegründet und hat seinen Sitz in Frankfurt am Main. Ein im Jahr 1990 gegründeter Vorgängerverband wurde 1991 wieder aufgelöst.
Der DBB ist Mitglied des internationalen Verbands Federation of International Bandy. Er betreibt die deutsche Bandynationalmannschaft der Herren, die im Jahr 2016 in die A-Gruppe der Weltmeisterschaft aufstieg. Auf nationaler Ebene veranstaltet er den Deutschen Rinkbandy-Pokal.